# ワット・スワンドーク
ワット・スワンドーク（ワット・スアン・ドーク、Wat Suan Dok、タイ語: วัดสวนดอก、「花園の寺」〈英: “flower garden temple”〉) は、タイの北部、チエンマイの仏教寺院（ワット、wat）であり、ワット・ブッパラーム (Wat Buppharam、タイ語: วัดบุปผาราม) とも称される。この寺院は、第3級王室寺院である。寺院はステープ通り（英: Suthep Road）にあり、旧市街の堀の西側にあるスアンドーク門の西およそ1キロメートルに位置する。
仏教大学であるマハーチュラロンコーンラージャヴィドゥャ大学のチエンマイ校が寺院の敷地内に置かれている。

## 歴史

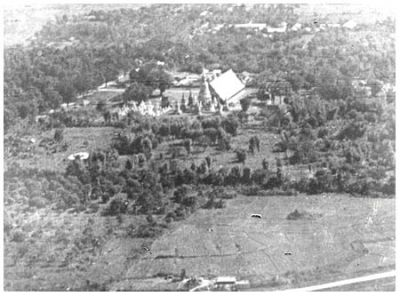
1886年のワット・スワンドーク

ワット・スワンドークは、西暦1383年、ラーンナーの王クーナーにより、僧侶スマナテーラ (Sumana Thera) のために創建された。寺院は、チエンマイ自体よりも古いラワ族の囲郭都市（ウィアン、Wiang、タイ語: เวียง）であったウィアン・スアンドーク (Wiang Suan Dok、タイ語: เวียงสวนดอก) の中心に建立された。その防備の輪郭は、衛星画像上はっきりと痕跡を確認することができ、土壁の遺構の一部は今もなおステープ通りの北に見られる。王クーナーの花園（スアンドークマイ、タイ語: สวนดอกไม้）は、ここに位置し、その寺院の当初の名前としてワット・ブッパラーム、もしくはワット・スアンドークマイ (Wat Suan Dok Mai、タイ語: วัดสวนดอกไม้) と略した名が付けられた。

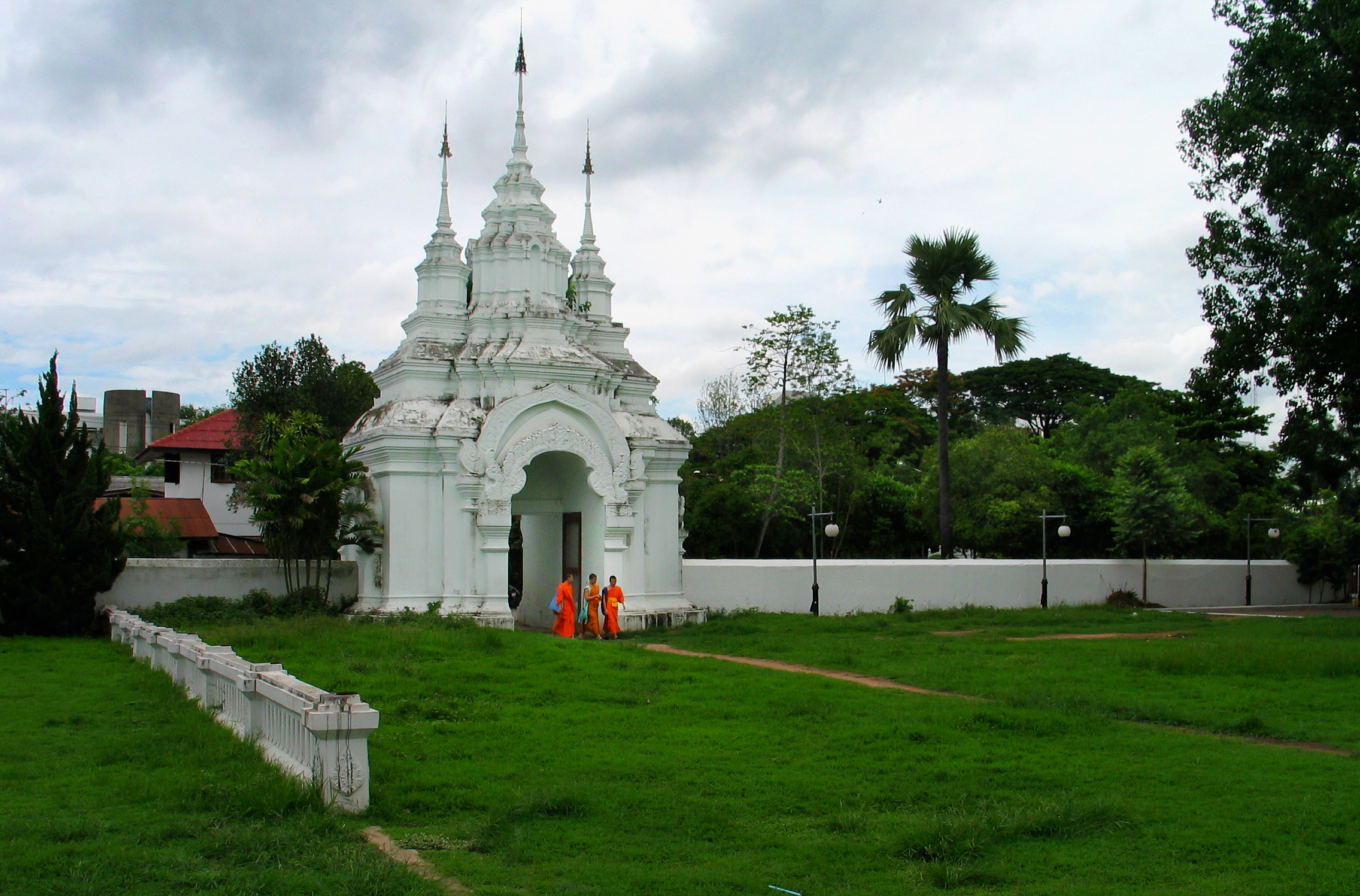
ワット・スアンドークの入場門

伝説によると、スコータイ王朝の僧侶マハー・スマナテーラ (Maha Sumana Thera) が、幻影を見た後にその仏舎利を発見し、それはまた同様の幻影によりチエンマイに奉納されることになった。スマナテーラは王クーナーの招待でランプーンのすぐ郊外のワット・プラユーンに2度の安居（ヴァッサ）に滞在し、その後期にワット・ブッパラームドークマイ (Wat Buppharam Dok Mai) が構築された。舎利が新たに建立された寺院に納められるようになったとき、それは驚くべきことにそれ自体がそのまま2つになった。その舎利の1つは、予定通り、ワット・ブッパラームドークマイの中の祠堂に納められたが、もう一方の舎利は1頭の白いゾウの背に載せて運ばれた。チエンマイのすぐ西にある山ドーイ・ステープ（ステープ山）を登っていたとき、白象は甲高く3回鳴いて死んだ（白象伝説〈英: White elephant legend〉）。ワット・プラタートドーイステープは、その場所に2つ目の舎利を奉納するために構築された寺院である。

## 構成

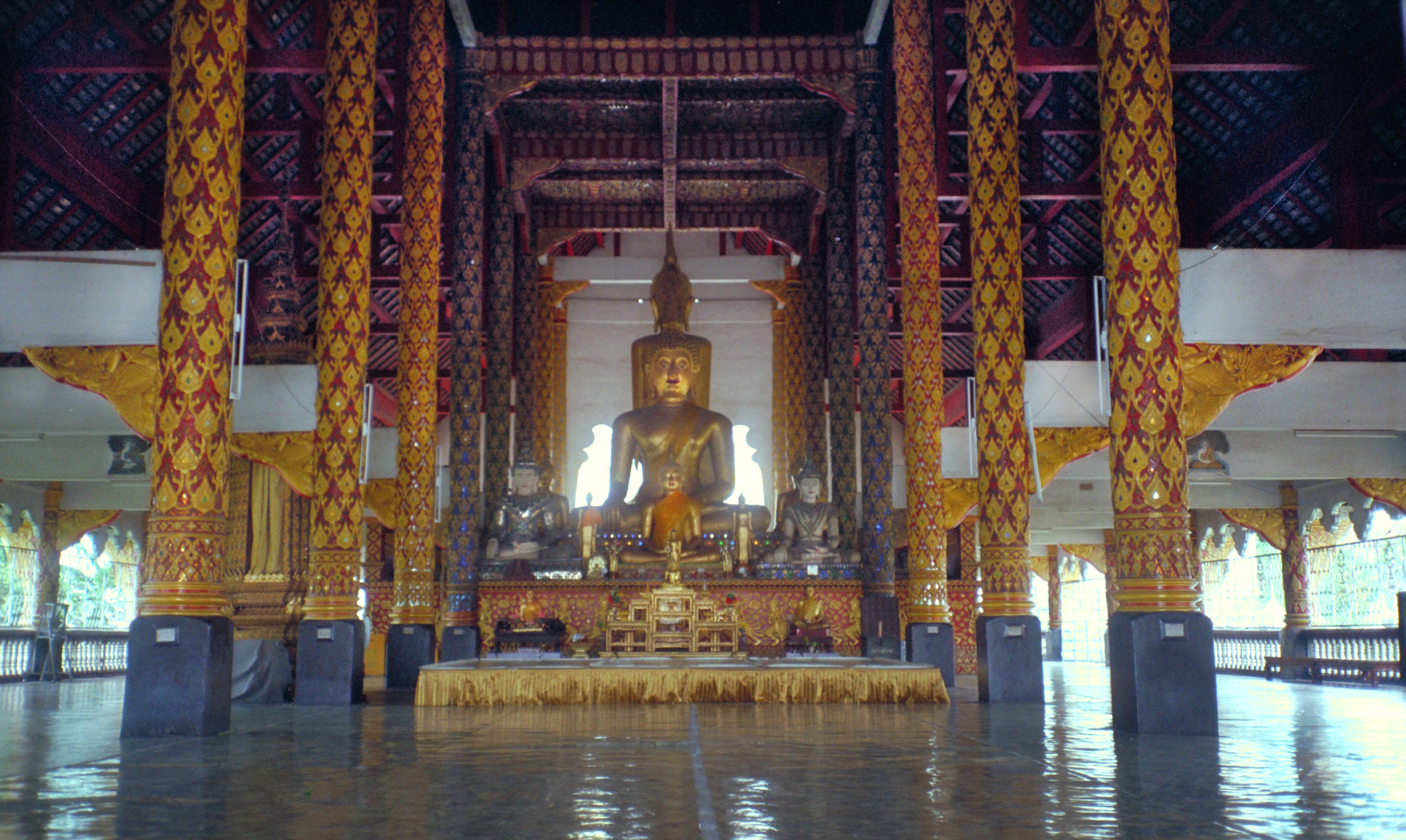
仏坐像と背面を向く仏立像

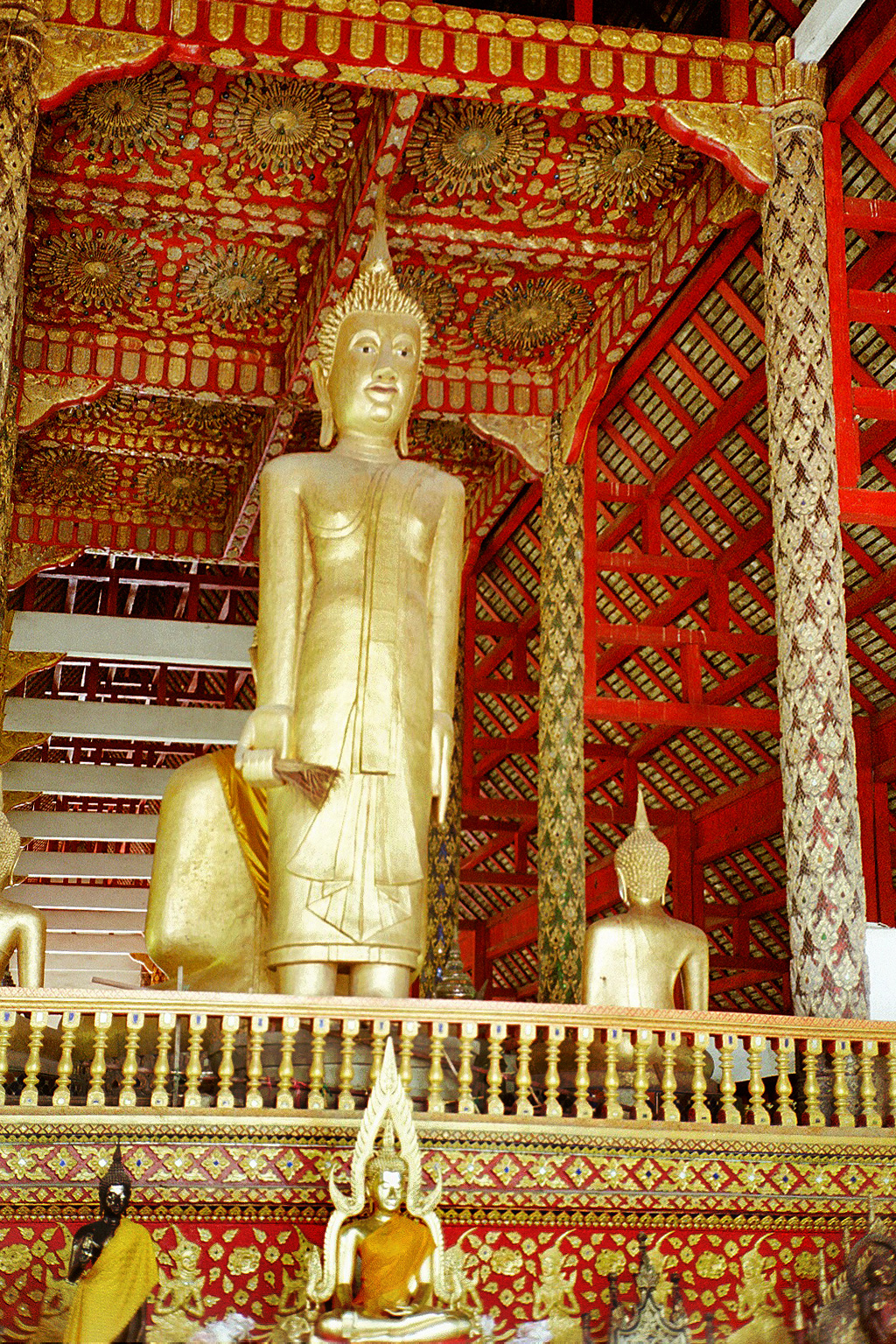
藁の束をもつ仏立像

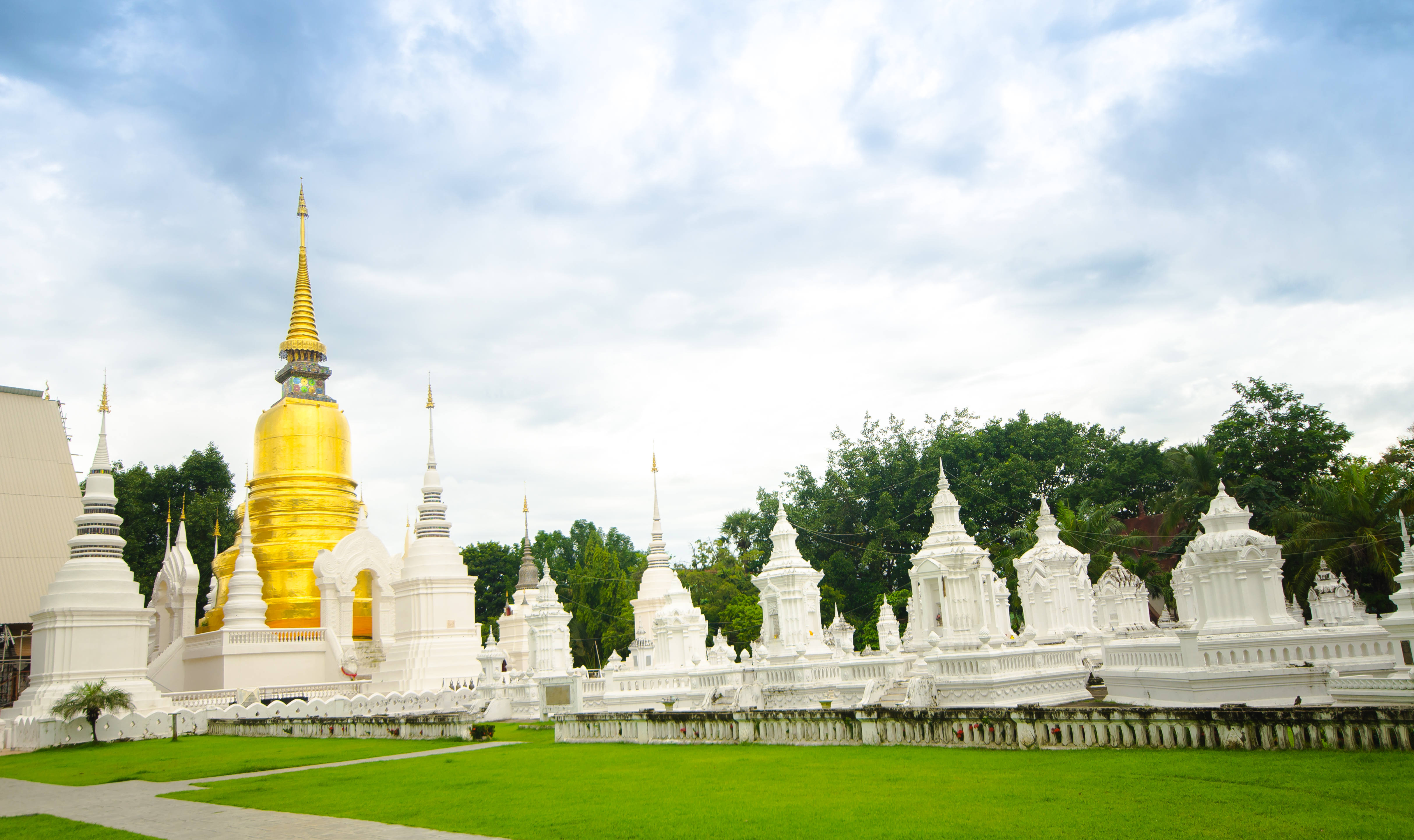
仏塔と白い霊廟群

- 仏塔 (Chedi)

高さ48メートルの仏塔（チェーディー、chedi）は、スリランカ様式で建てられ、遠くからも見られる。仏舎利が中に納められていると伝えられる。当初、4面すべてにある階段がチェーディーを取り囲む狭いテラスに通じていたが、その後、傾斜面に置き換えられており、その手すりには、マカラの口から現れた7つの頭をもつナーガで装飾され、典型的なラーンナー様式としての特徴をもつ。
- 講堂 (Sala kan prian)

大きな講堂（sala kan prian、タイ語: ศาลาการเปรียญ、法堂）が、中央仏塔のすぐ東にある。それは高僧 Phra Krubra Srivichai により1932年に建立され、また同様に、本堂（ウボーソット、ubosot）が構築され、中央の仏塔も修復された。
講堂内にある主要な仏像は、反対方向を見るように配置されている。瞑想する仏坐像（触地印）は東を向くが、もう1体の藁の束をもった仏立像は仏塔方向に西を向いている。坐像の前には、王クーナーの時代に作られたラーンナー様式の1体の小さな仏像が安置されている。この像の足は通常と異なり、スリランカの影響を受けて、足指が個々に形成されている。傍らには多くの仏像があり、そのうちのいくつかは1930年代のものである。
- 本堂 (Ubosot)

修復された本堂（ウボーソット）には、王ケーオ（ムアンケーオ）の統治時代、西暦1504年に鋳造された高さ4.7メートルの青銅の仏像（触地印）がある。そのプラチャオ・カート (Phra Chao Kao Tue) という名をもつ像は、仏像の指がすべて同じ長さであり、スコータイからの影響を示しているが、アユタヤ王朝の様式で表現されたローブをまとっている点が特異的である。
- 王家の廟 (Royal cemetery)

チェンマイの王家の遺灰を納める白い霊廟群が、寺院の敷地の北西区域にある。